# Bürger-Schützen-Verein Dinslaken 1461
Der Bürger-Schützen-Verein Dinslaken 1461 e. V. ist der älteste Schützenverein der Stadt Dinslaken.

## Geschichte
Im Mittelalter war es üblich, dass sich Menschen mit gemeinsamen Interessen zu Gilden zusammenschlossen. Diese Gilden waren soziale Vereinigungen, deren Mitglieder sich gegenseitig unterstützen und gegen Angriffe von außen verteidigen wollten.

### Gilden
Am 1. November 1461 wurde die St.-Jodokus-Gilde gegründet. Dies war wohl die erste reine Schützengilde in Dinslaken.
Die St.-Jodokus-Gilde ist eine von zwei Gilden, aus denen der heutige Verein entstanden ist. Die andere Gilde ist die St.-Georgs-Gilde. Bei dieser Gilde ist allerdings das Gründungsjahr unbekannt. Vermutlich fällt das Gründungsjahr der St.-Georgs-Gilde mit der gleichnamigen Altarstiftung 1396 zusammen. Erwähnt wurde diese Gilde in Unterlagen des Jahres 1426. Grundsätzlich kann man davon ausgehen, dass bereits bei der Erteilung der Stadtrechte 1273 in Dinslaken eine Vorläuferorganisation der Gilden existierte. Zum einen war das damals üblich und zum anderen musste die Stadt regelmäßig Männer zu Soldatendiensten abstellen.
Gesichert ist, dass die Jodokus-Gilde 1461 gegründet wurde und bis zum Jahr 1806 existierte. Im Jahr 1806 vereinigte sich diese mit der St.-Georgs-Gilde zur Bruderschaft zum Heiligen Geist.

### Junggesellen-Kompanie
Am 24. Juni 1661 wurde die Junggesellen-Kompanie gegründet. Hier konnten nur unverheiratete Männer Mitglied werden.

### Bürger-Schützen-Verein
Im Jahr 1863 gipfelte die Entwicklung in der Zusammenlegung und der Gründung des Bürger-Schützen-Vereins Dinslaken. Neben den aktiven Schützen der Junggesellen-Kompanie und der Bruderschaft zum heiligen Geist traten auch weitere Bürger ein, die bis dahin keine Verbindung zum Schützenwesen hatten.
Der Erste und vor allem der Zweite Weltkrieg verursachten zwar Unterbrechungen im Vereinsleben, aber seit dem Jahr 1863 besteht der Verein in seiner heutigen Form als eingetragener Verein.

## Aufgaben
Als Traditions- und Sportverein sind die grundlegenden Aufgaben des Vereins die Brauchtumspflege und Förderung des Sportschießens.

### Schützenfest
Jährlich veranstaltet der Bürger-Schützen-Verein Dinslaken 1461 e. V. ein Schützenfest.

### Disziplinen
Der Verein bietet auf seiner Anlage Luftgewehr- und Kleinkaliberdisziplinen an.

## Sportliche Erfolge
Bei den Deutschen Meisterschaften schafften es die Sportschützinnen Carina Aman und Kirsten Heeke mehrmals auf die ersten Platzierungen.

## Mitgliedschaften
- Deutscher Schützenbund e. V. in Wiesbaden
- Rheinischer Schützenbund e. V. 1872 in Leichlingen
- Bezirk 01 2 Schützenkreis Dinslaken e. V. in Dinslaken